# 主イデアル整域上の有限生成加群の構造定理
数学において，抽象代数学の分野において，主イデアル整域上の有限生成加群の構造定理は有限生成アーベル群の基本定理の一般化であり，あらっぽく言えば，有限生成加群は整数の素因数分解とほぼ同じように一意的に分解するというものである．この結果は体上の正方行列に対する様々な標準形の結果を理解する単純な枠組みを提供する．

## 主張
体 F 上のベクトル空間が有限生成集合を持つとき，その中から有限の n 個のベクトルからなる基底を取り出すことができ，空間は Fn に同型となる．F を主イデアル整域 R に一般化したときに対応する主張は，R 上の有限生成加群が基底を持つとは限らないから，もはや成り立たない．しかしながら，そのような加群はなお，有限な n に対するある加群 Rn の商に同型である（これを見るには，Rn の標準基底を加群の生成元に送る射を構成し，その核による商を取れば十分である．）生成集合の取り方を変えることで，実は加群を特に単純な部分加群によってある Rn の商として記述することができ，これが構造定理である．
主イデアル整域上の有限生成加群の構造定理は通常以下の2つの形で現れる．

### 単因子分解
PID R 上の任意の有限生成加群 M に対して，真のイデアルの減少列 {\displaystyle (d_{1})\supseteq (d_{2})\supseteq \cdots \supseteq (d_{n})} が一意的に存在して，M は巡回加群の直和に同型となる：
{\displaystyle M\cong \bigoplus _{i}R/(d_{i})=R/(d_{1})\oplus R/(d_{2})\oplus \cdots \oplus R/(d_{n}).}
イデアルの生成元 di は単元の積の違いを除いて一意であり，M の単因子 (invariant factor) と呼ばれる．イデアルは真のイデアルだから，これらの因子は可逆であってはならず（これにより直和に自明な因子が現れない），イデアルの包含は可除性 {\displaystyle d_{1}\mid d_{2}\mid \cdots \mid d_{n}} を意味する．自由部分は因子 di = 0 に対応する分解の部分として見える．そのような因子は，もしあれば，列の最後に現れる．
直和は M によって一意的に決定されるが，分解を与える同型写像は一般には一意ではない．例えば R が実は体なら，現れるすべてのイデアルは 0 でなければならず，有限次元ベクトル空間の1次元部分空間の直和への分解を得る．そのような因子の個数すなわち空間の次元は固定されているが，（dim M > 1 なら）部分空間そのものを選ぶ自由性はたくさんある．
0でない di の元たちと，0 である di たちの個数を合わせると，加群の完全不変量となる．明示的には，これは不変量の集合が同じ任意の2つの加群が同型でなければならないことを意味する．
M の自由部分を分けて書くことを好む者もいる：
{\displaystyle R^{f}\oplus \bigoplus _{i}R/(d_{i})=R^{f}\oplus R/(d_{1})\oplus R/(d_{2})\oplus \cdots \oplus R/(d_{n-f})}
ここで見えている di は 0 でなく，f はもとの列で 0 である di たちの個数である．

### 準素分解
PID R 上の任意の有限生成加群 M は
{\displaystyle \bigoplus _{i}R/(q_{i})}
の形の加群に同型である，ただし {\displaystyle (q_{i})\neq R} であり {\displaystyle (q_{i})} は準素イデアルである．qi は（単元による積を除いて）一意である．
元 qi は M の elementary divisor と呼ばれる．PID において，零でない準素イデアルは素イデアルの冪であり，したがって {\displaystyle (q_{i})=(p_{i}^{r_{i}})=(p_{i})^{r_{i}}} である．{\displaystyle q_{i}=0} のとき，得られる直既約加群は R 自身であり，これは自由加群である M の一部に入っている．
直和成分 {\displaystyle R/(q_{i})} は直既約なので，準素分解は直既約加群への分解であり，したがって PID 上のすべての有限生成加群は完全直可約である．PID はネーター環だから，これはラスカー・ネーターの定理の現れと見ることもできる．
前のように，自由部分 (qi = 0) を分けて書き M を
{\displaystyle R^{f}\oplus (\bigoplus _{i}R/(q_{i}))}
と表すことができる，ただし見えている qi は 0 でない．

## 証明
1つの証明は以下のように進行する：
- PID 上の任意の有限生成加群は有限表示加群である，なぜならば PID はネーター環ゆえ連接環だからである．
- 表示 Rr → Rg（関係式を生成元に）を取り，スミス標準形にする．

これから単因子分解を得，スミス標準形の対角成分が単因子である．
別の証明の概略：
- tM で M の捩れ部分加群を表す．すると M/tM は有限生成捩れなし加群であり，PID 上のそのような加群は有限階数の自由加群であるため，ある非負整数 n に対して Rn に同型である．この自由加群は M の部分加群 F として分裂単射に（射影の右逆元）埋め込める．F の各生成元を M に持ち上げれば十分である．その結果 M = tM ⊕ F である．
- R の素元 p に対して，{\displaystyle N_{p}=\{m\in tM\mid \exists i,mp^{i}=0\}} を考える．これは tM の部分加群であり，各 Np は巡回加群の直和であることと tM が有限個の相異なる p に対する Np の直和であることが分かる．
- 2つのステップを合わせて，M は示されたタイプの巡回加群に分解する．

## 系
これは特別な場合として R = K が体のときに有限次元ベクトル空間の分類を含んでいる．体は非自明なイデアルを持たないから，すべての有限生成ベクトル空間は自由である．
R = Z と取ることで，有限生成アーベル群の基本定理を得る．
T を K 上の有限次元ベクトル空間 V 上の線型作用素とする．R として K 係数の T の多項式の代数 K[T] を取ると，T についての構造の情報を得る．V は K[T] 上の有限生成加群として見ることができる．最後の単因子は最小多項式であり，単因子すべての積は特性多項式である．K[T]/p(T) の標準的な行列形と合わせて，これは様々な標準形を生み出す：
- 単因子と同伴行列からフロベニウス標準形（有理標準形とも）を得る．
- 準素分解と同伴行列から準素有理標準形（英語版）を得る．
- 準素分解とジョルダンブロックからジョルダンの標準形を得る（代数閉体上でのみ成り立つ）．

## 一意性
不変量（階数や単因子や elementary divisor）は一意であるが，M とその標準形の間の同型写像は一意ではなく，直和分解を保ちさえしない．これはこれらの加群の直和成分を保たない非自明な自己同型の存在から従う．
しかしながら，標準的な捩れ部分加群 T と各（相異なる）単因子に対応する類似の標準的な部分加群があり，これは標準的な列
{\displaystyle 0<\cdots <T<M}
を生む．ジョルダン・ヘルダーの定理の組成列と比較せよ．
例えば，{\displaystyle M\cong \mathbf {Z} \oplus \mathbf {Z} /2} であり，{\displaystyle (1,0),(0,1)} が1つの基底のとき，{\displaystyle (1,1),(0,1)} は別の基底で，基底行列の変換 {\displaystyle {\begin{bmatrix}1&1\\0&1\end{bmatrix}}} は成分 Z を保たない．しかしながら，それは Z/2 成分は保つ，なぜならこれは捩れ部分加群である（同じことだがここでは 2-捩れ元たちである）からである．

## 一般化

### 群
ジョルダン・ヘルダーの定理は有限群（あるいは任意の環上の加群）に対するより一般的な結果である．この一般化では，直和ではなく組成列を得る．
クルル・シュミットの定理や関連する結果は加群が準素分解のようなもの，直和成分が順序を除いて一意的であるような直既約加群の直和としての分解，をもつ条件を与える．

### 準素分解
準素分解は可換ネーター環上の有限生成加群に一般化し，この結果はラスカー・ネーターの定理と呼ばれる．

### 直既約加群
対照的に，直既約部分加群への一意的な分解はそれほど一般化されず，その失敗度合いは PID 上消えるイデアル類群によって測られる．
主イデアル整域でない環に対して，一意分解は二元で生成された環上の加群に対してさえ成り立つとは限らない．環 R = Z[√−5] に対して，加群 R と，2 と 1 + √−5 で生成される部分加群 M は，ともに直既約である．R は M に同型ではないが，R ⊕ R は M ⊕ M に同型である；したがって M 成分の像は直既約部分加群 L1, L2 < R ⊕ R を与え，これは R ⊕ R の異なる分解を与える．R ⊕ R の直既約加群の直和への一意的な分解が成り立たないことは（イデアル類群を通して）R の元の R の既約元への一意分解が成り立たないことに直接に関係する．

### 有限生成でない加群
同様に有限生成でない加群に対して，そのような良い分解は期待できない：因子の個数さえ変わる．Q4 の Z 部分加群であって，2つの直既約加群の直和でもあり，3つの直既約加群の直和でもあるようなものが存在し，準素分解の類似が有理整数環 Z に対してさえ無限生成加群に対して成り立たないことが示される．
有限生成でない加群で生じる別の問題は自由でない捩れなし加群が存在することである．例えば，整数環 Z を考える．すると Q は捩れなし Z 加群であるが自由ではない．そのような加群の別の古典的な例は Baer–Specker 群，すべての整数列が項ごとの加法でなす群である．一般に，どの無限生成捩れなしアーベル群が自由であるかという問題はどの巨大基数が存在するかに依存する．結果は，無限生成加群の任意の構造定理は集合論の公理の取り方に依存し，異なる取り方では無効かもしれないということである．